# Liu Hui (Politikerin)
Liu Hui (chinesisch 刘慧; * 1959 in Tianjin) ist eine chinesische Politikerin, die bisher mehrere führende Positionen innehatte. Sie trat 1985 der Kommunistischen Partei Chinas bei und ist Absolventin des College in Yinchuan. Außerdem besuchte sie die Zentrale Parteischule der KP Chinas. In Ningxia, einem Autonomen Gebiet Chinas, ist sie seit 2013 selbst Vorsitzende der Regierung, deren Stellvertreterin sie seit 2003 war.